# Dolný Štál
Dolný Štál (allemand : Ischthal, hongrois : Alistál) est un village de Slovaquie situé dans la région de Trnava.

## Histoire
Première mention écrite du village en 1254.

## Démographie

### Évolution de la population
| Année:               | 1994. | 2004.   | 2014.   | 2024.   |
| -------------------- | ----- | ------- | ------- | ------- |
| Nombre de personnes: | 1966  | 1942    | 1914    | 1928    |
| Différence:          |       | -1,22 % | -1,44 % | +0,73 % |

| Année:               | 2023. | 2024.   |
| -------------------- | ----- | ------- |
| Nombre de personnes: | 1916  | 1928    |
| Différence:          |       | +0,62 % |

## Jumelages
La ville de Dolný Štál est jumelée avec
- Győrszentiván (Hongrie)
- Biatorbágy (Hongrie)
- Velyka Dobron (en) (Ukraine)